# Ed (televizijska serija)
Ed je američka televizijska serija koja je trajala 4 sezone od 2000. godine. U naslovnoj ulozi odvjetnika koji se vraća u svoj rodni gradić nastupao je kanadski glumac Tom Cavanagh. Zbog loše gledanosti, serija je otkazana 2004. godine.

## O seriji

### Premisa
Ed Stevens je njujorški pravnik koji, nakon što dozna da ga supruga vara, stavlja zarez na pogrešno mjesto u spisu od 500 stranica, zbog čega njegova tvrtka gubi milijune, a on sam zarađuje otkaz.
Seli u svoj rodni gradić Stuckeyville, gdje kupuje kuglanu u kojoj kasnije počinje i ponovno prakticirati pravo, a pritom kroz četiri sezone pokušava osvojiti ženu svojih snova, Carol Vessey.

### Mjesto i vrijeme radnje
Radnja je smještena u fiktivni srednjeamerički gradić Stuckeyville (doslovni prijevod: grad u kojem je zapeo), koji simbolizira mirni, predgradski život u kontrastu s užurbanim, hladnim New Yorkom iz kojeg Ed na početku serije stiže. Odvija se u sadašnjem vremenu (2000tima, točnije 2000. – 2004. godine).

## Nagrade i nominacije
- Zlatni globus, 2002.
  - Nominacija za najboljeg glavnog glumca u TV seriji, žanr komedije (nominiran je Tom Cavanagh).

- Emmy, 2001.
  - Nominacija za najbolji casting u TV seriji, žanr komedije (nominirani su Bonnie Zane, Todd M Thaler, Jonathan Strauss, Carol Kelsay i Brett Goldtein).
  - Nominacija za najbolju režiju u TV seriji, žanr komedije (nominiran je Jeff Frawley za pilot-epizodu).
  - Nominacija za najbolji scenarij u TV seriji, žanr komedije (nominiranu su Rob Burnett i Jon Beckerman za pilot-epizodu).

- Writer's Guild Association, 2003.
  - Nominacija za najbolji scenarij u epizodnoj komediji (nominirani su Tom Burnett i Jon Beckerman za epizodu "The Wedding").

## Uloge
| Ime glumca/glumice   | Uloga u seriji             | Sezona u seriji |
| Thomas Cavanagh      | Ed Stevens                 | 1 - 4           |
| Julie Bowen          | Carol Vessey               | 1 - 4           |
| Josh Randall         | Mike Burton                | 1 - 4           |
| Jana Marie Hupp      | Nancy Burton               | 1 - 4           |
| Lesley Boone         | Molly Hudson               | 1 - 4           |
| Michael Ian Black    | Phil Stubbs                | 1 - 4           |
| Rachel Cronin        | Shirley Pifko              | 1 - 4           |
| Mike Starr           | Kenny Sandusky             | 1 - 3           |
| Justin Long          | Warren P. Cheswick         | 1 - 4           |
| Daryl Chill Mitchell | Eli Cartwright Goggins III | 3 - 4           |
| Ginnifer Goodwin     | Diane Snyder               | 3               |
| Michael R. Genadry   | Mark Vanacore              | 3 - 4           |

## Vanjske poveznice
- Virtualna zajednica Stuckeyville
- O seriji na IMDB-u